# Damasonium bourgaei
Damasonium bourgaei é uma espécie de planta com flor pertencente à família Alismataceae. 
A autoridade científica da espécie é Coss., tendo sido publicada em Notes Pl. Crit. 47.

## Portugal
Trata-se de uma espécie presente no território português, nomeadamente em Portugal Continental.
Em termos de naturalidade é nativa da região atrás indicada.

## Protecção
Não se encontra protegida por legislação portuguesa ou da Comunidade Europeia.